# Ohtakari

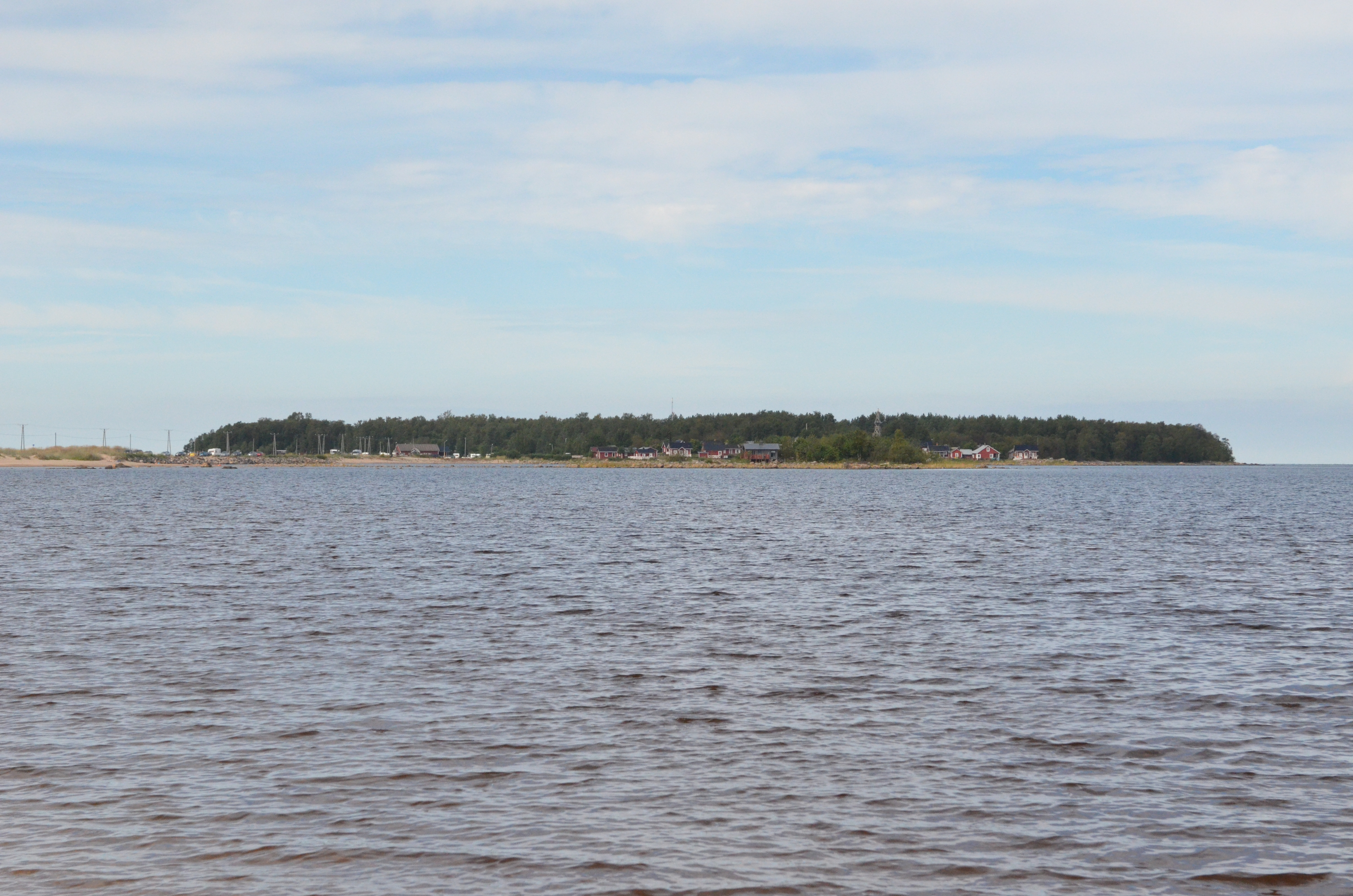
Ohtakari med Vaara i förgrunden.

Ohtakari är en ö i Karleby kommun i landskapet Mellersta Österbotten i Finland, vid Kvarken. Här finns en fiskarby som i sin helhet kan beskrivas som ett museiområde. På ön finns en tät grupp röda fiskarstugor och gråa gårdsbyggnader. De gamla fiskarstugorna används i dagsläget som sommarställen och de flesta är restaurerade med traditionen i åtanke. Här finns också Fiskemuseet, med en fiskarstuga, två fiskbodar, en nätbod samt en sälbåt. På Ohtakari finns en gästbrygga.